# Рехов, Пьер
Пьер Рехов (фр. Pierre Rehov — псевдоним, р. 1952, Алжир) — французский режиссёр и писатель еврейского происхождения. Наиболее известные его фильмы в основном посвящены арабо-израильскому конфликту.

## Биография
Рехов родился в еврейской семье в Алжире, бывшем тогда французской колонией, в городе Алжир. Его предки прожили в Алжире почти 500 лет. На своём веб-сайте он пишет, что ещё в детстве испытал то, что сейчас называют терроризмом. В школе в Алжире одноклассники обзывали Рехова «грязным евреем» и превозносили Адольфа Гитлера. Будучи ребёнком, Рехов стал свидетелем двух террористических атак, проведённых мусульманскими экстремистами против французского правления. Он собственными глазами видел, как после первого теракта из кафе выходили и выползали люди, залитые кровью, без рук и без ног. Другой теракт был совершён в его школе — тогда погибли его 11 одноклассников.
В 1961 году, за год до объявления независимости Алжира, 9-летний Пьер вместе с матерью и младшим братом уехали во Францию, где их уже ждал отец. Так его семья стала частью 250 тысяч евреев и около миллиона французов, бежавших из Алжира. Позднее он сделал фильм о еврейских беженцах («Молчаливый Исход»), описывающий судьбы сотен тысяч евреев, страдавших от мусульманского антисемитизма на протяжении столетий, в том числе, и когда Алжир был частью Франции, и изгнанных из арабских стран после 1948 года.
Рехов говорит, что он не был произраильским активистом до 2000 года, когда он увидел, как освещали смерть Мухаммеда аль-Дурра по телевидению, и усомнился в подлинности этой версии. С тех пор он работает в основном на палестинских территориях и в других арабских стран, в том числе в Ираке, где он находился в составе армии США в качестве свободного репортёра.
В частности, он настаивал на расследовании убийства аль-Дурра, утверждая, что ребёнок погиб в результате обстрела со стороны арабов. Эта версия представлена в фильме «Decryptage».
Рехов утверждает, что, чтобы быть в безопасности, работая на территории Палестинской автономии, каждый корреспондент должен занимать (или делать вид, что занимает) проарабскую позицию . Этим он объясняет систематическую антиизраильскую предвзятость СМИ, особенно французских.
Он выступает за создание двух государств для двух народов: евреев и арабов Палестины, но при этом не верит, что мир будет возможен на протяжении ближайших поколений.
С июля 2005 года Рехов появлялся на многих телеканалах, включая CNN, FOX и MSNBC. В январе 2008 года Рехов вёл ежедневную хронику событий непосредственно из Багдада. Часть её войдет в его следующий документальный фильм «Путь к темноте» («The path to darkness»).
Хотя документальные фильмы Рехова отличаются убедительностью и силой, французское телевидение отказывается принимать их к трансляции.
Однако Рехов нашёл свой способ распространения своих фильмов: воспользовавшись законом о свободе самовыражения во Франции, он создал политический журнал  и снабжает каждый экземпляр видеокассетой со своими фильмами. Первые два выпуска разошлись тиражом в 50 тысяч экземпляров.
В 2008 году Пьер Рехов переехал в США и сейчас живёт в районе Нью-Йорка.

## Фильмы
Рехов снял 8 фильмов, рассказывающих об арабо-израильском конфликте и его освещении в СМИ:
- «Дорога в Дженин» (The Road to Jenin) — один из самых известных фильмов Рехова, ответ на спорный документальный фильм «Дженин, Дженин», снятый известным израильским арабом Мохаммедом Бакри о событиях в Дженине в 2002 году[8] и спонсировавшийся Палестинской автономией (ПНА)[9].
- «Троянский конь» (The Trojan Horse) — это фильм, утверждающий, что истинными намерениями Ясира Арафата было не сосуществование двух государств, а создание палестинского государства на территории всего Израиля.
- «Святая Земля — христиане в опасности» (Holy Land — Christians in Peril) — - фильм, описывающий бегство христиан с территорий, контролируемых ПНА.
- «Молчаливый исход» (Silent Exodus) — фильм, который рассказывает об исходе евреев из арабских стран.
- «Заложники ненависти» (Hostages of Hatred) — о том, как «право на возвращение», поддерживаемое ООН, оставило палестинских арабов в лагерях беженцев на протяжении полувека, создало нынешнее неразрешимое положение на Ближнем Востоке.
- «От реки до моря» (From The River to the Sea) — избран лучшим фильмом на «Кинофестивале Свободы» в 2006 году.
- «Война изображений» (The War of Images)
- «Убийцы — смертники» (Suicide Killers) (2006) — документальный фильм, изучающий психопатологию террористов-смертников[10]. Показывался в кинотеатрах Нью-Йорка и Лос-Анджелеса и распространяется на DVD от WEA. Был представлен на соисканиепремии Оскара в Голливуде.
- «Воскресенье наступает после субботы» (First comes Saturday, then comes Sunday) (2007 — документальный фильм о тяжелом положении и страданиях христиан, живущих на исламском Ближнем Востоке.
- «Путь к темноте» (The Path to darkness) (2009) — в производстве.

## Проза
- Cellules Blanches — триллер о терроризме. Опубликован крупнейшим французским издателем Albin Michel. Вскоре будет переведен на английский язык под названием «Белые клетки».